# Yaws
Yaws (англ. Yet Another Web Server, рус. «ещё один веб-сервер») — веб-сервер, написанный на Erlang шведским программистом Клаесом Викстрёмом (Claes (Klacke) Wikström).
Yaws может быть встроен внутрь других основанных на Erlang программ или запускаться как полностью самостоятельный веб-сервер.
Благодаря тому, что Yaws использует концепцию облегчённых процессов из языка Erlang, он дает возможность использовать большое их количество с высокой конкурентностью. Произведенные в 2002 году тесты, сравнивающие Yaws и Apache, показали, что Apache 2.0.39 с MPM «worker» не выдерживает нагрузку и в 4 000 одновременных подключений, в то время как Yaws продолжает работать и при 80 000 одновременных подключений.
- Примечание: с версии 1.80 доступен нативный инсталлятор для Windows.